# MOVE ON (ラジオ番組)
『MOVE ON』（ムーブ・オン）は、HBCラジオで1999年10月4日から2001年3月29日まで放送していた番組。「アダルト・オリエンテッド・プログラム」と、大人のための番組を称していたため、時間帯にもかかわらずエッチなコーナーがあった。

## 放送日・時間・パーソナリティ

### 1999年10月 - 2000年3月
- 月曜 - 金曜 18:00～19:55
- 月曜～木曜 - すずき一平(シンガーソングライター)、小橋アキ(タレント)
- 金曜 - 松橋勝巳、浅野英美（当時HBCアナウンサー）

### 2000年4月 - 2000年9月
- 月曜18:00～19:55、火曜 - 金曜 21:30 - 22:00
- すずき一平、小橋アキ
  - 火曜 - 金曜の放送は、野球中継が21:30以降も放送された場合、休止となる。

### 2000年10月 - 2001年3月
- 月曜 - 金曜 19:00 - 19:55
- 小橋アキ、中野智樹（通称TOM、DJ･パーソナリティ）
  - 中野智樹は番組開始当初から構成作家、中継ディレクターとして番組に関わっていた。

## 番組内容・タイムテーブル

### 1999年10月 - 2000年3月
- 番組は2部制をとっており、6時台は「ムーブ･オン北海道」として、7時台は「ムーブ･オン･イン･ベストテンほっかいどう」として99年9月まで放送していた「ベストテンほっかいどう」の後継として最新音楽ランキングを放送していた。

### 2000年4月 - 2000年9月
- 最新音楽ランキングは日曜日の「松橋勝巳サウンドスタジアム」に移動し、月曜日の放送はいろいろなコーナーを交えて放送していたが、火曜 - 金曜の放送はリクエストのみの放送であった。野球中継が延長された場合はクッション番組として22時まで『栗山英樹のミュージックブルペン』が放送され休止となった。

#### 月曜
- 18:00 オープニング、ニュース･道路情報･天気予報
- 18:06 元気!2001年
- 18:15 ファクトリー･イブニングフラッシュ
- 18:22 業界美女コール
- 18:30 ニュース･道路情報･天気予報
- 18:35 リクエストタイム
- 19:00 ニュース･道路情報･天気予報
- 19:08 ナリキリ!
  - 実際のある物になりきってその物の気持ちを考えみようというコーナー。
- 19:18 AVタイトル選手権
  - 実際にあるおもしろアダルトビデオタイトルや、リスナーが考えたおもしろタイトルを紹介するコーナー。一番の人気コーナー。
- 19:30 ニュース･道路情報･天気予報
- 19:35 ツッコミュニケーション
  - 外で見たことや世の中の出来事に何でもつっこみを入れるコーナー。
- 19:44 形状記憶レポート
  - ある物を色っぽく紹介し、それは何なのか当てるコーナー。
- 19:52頃 エンディング
- （19:55 ニュース･道路情報･天気予報）

（火曜 - 金曜）
- すべてリクエスト。番組中盤に「少数派リクエスト」というごく少ないリクエストに応えるコーナーがあった。
- 「少数派リクエスト」で小橋がメインのポケベラーズ歌っているNTTドコモ北海道のポケベルのキャンペーンソング「ポケベル天国」がリクエストされたがHBCにもCDが無く、小橋が家から持ってきて放送したことがある。

### 2000年10月 - 2001年3月
- パーソナリティがすずき一平から裏方として番組に関わっていた中野智樹に交代。HBCの看板パーソナリティコンビとも称される「アキトム」がここで誕生。
- 19:00 オープニング、ニュース･道路情報･天気予報
  - 情報枠のアナウンサーとよくクロストークしており、卓田和広アナウンサーの時には番組ディレクターの「裁判長」やごくたまにリスナーから卓田アナへ質問をする「突撃!となりスタジオの卓田さん」というコーナーができた。
- 19:10コム･サ･デ弁護
  - 日頃悪く言われがちな人･物･事に対し、小橋またはトムが1日交替で弁護し、その判決を「裁判長」(番組ディレクター)がするというコーナー。
  - 弁護依頼の例
    - 「鼻をほじって鼻くそをイスの下になすりつけるタツミ君」
    - 「フガフガ言わない老人」
    - 「すぐ見ちゃう家政婦」
    - 「中学生に人気がない『MOVE ON』」

  - 以上を見てもわかるとおり、リスナーが送ってくる弁護依頼という「ネタ」を出演者がおもしろおかしく弁護(いじる)というコーナーであった。
  - 最終回に通算成績が発表されたが、スタッフのずさんな管理により弁護依頼･結果を一部紛失したため厳密な成績は発表できなかった。
  - 「約」通算成績  小橋31勝29敗  トム32.5勝29.5敗
  - 最後の弁護である「コム･サ･デ弁護」を弁護がが始め勝ったが後で負けたため勝敗を0.5とした
- 19:30日替わり企画
  - 各コーナーに合計10回採用されると「殿堂入り」され、ホームページに名前が載る。
  - 月 - AVタイトル選手権
  - 火 - ウソ八百辞典
ある言葉の意味をリスナーが持っている「ウソ八百辞典」で引き、載っていた言葉を送ってもらうコーナー。言い換えると、ある言葉の意味をリスナーがおもしろおかしく解釈してもらうコーナー。
  - 水 - ナリキリ!
  - 木 - ツッコミュニケーション
  - 金 - 形状記憶レポート
- 19:45 リスナー性格判断
  - 番組にメッセージを送ってきたリスナーがどんな性格なのかを勝手に出演者が考えるコーナー。
- 19:52頃 エンディング
- （19:55 ニュース･道路情報･天気予報）
コーナー間はリクエストやメッセージ、たまにゲストコーナーが行われた。

## 番組終了後
- 出演者と一部のスタッフはそのまま『アキ&トムのベストテンほっかいどう21』の担当となった。